# 존 메이스필드

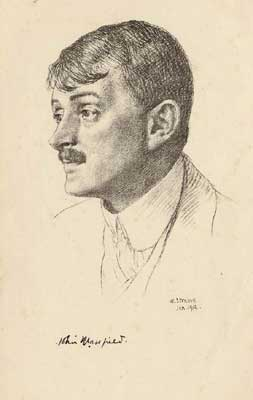
존 메이스필드, 1912

존 메이스필드(John Masefield ; 1878년 ~ 1967년)는 영국의 계관 시인이다. 헤이퍼드셔 지방에서 변호사의 아들로 태어났다. 15세 때부터 선원 생활을 하며 각지를 편력하고, 미국에서는 노동자로서 그의 시의 소재가 된 하층계급의 생활을 체험하였다. 《짠물의 노래》(1902년)를 써서 대중의 인정을 받았고, 《영원의 자비》(1911년), 《수선화의 뜰》(1913년), 《가난한 화가》(1913년) 등의 설화체적인 시를 써서 대중의 주목을 끌기도 하였다. 그의 작품을 모은 책 《시집》(1923년)이 20만 부 이상 팔려 1930년에 계관시인이 되었다. 때로는 조잡하고 졸렬한 기교 때문에 대중의 비난도 받았으나, 강렬성 · 남성적 · 서민성 등이 융합되었다는 점에서 높이 평가받고 있다. 이 외에도 많은 평론 · 희곡 · 소설 등을 썼다.